# Target 3001
Target 3001! ist ein Programm zum Entwurf von Schaltplänen und zur Leiterplattenentflechtung bei der Entwicklung von Platinen. Die Software wird seit 28 Jahren durch das Ing.-Büro Friedrich in Deutschland entwickelt und läuft unter Microsoft Windows.
Unter Linux kann sie mit Hilfe von Wine mit der Standardkonfiguration des Pakets genutzt werden (getestet mit Ubuntu 11.04, 64-Bit).
Bemerkenswert ist die Unterstützung des Reverse Engineering eines Schaltplans aus einem Foto der Platine über das nachgezeichnete Layout.
Die Software ist in Deutsch, Englisch und Französisch verfügbar.
Für den nicht-kommerziellen Einsatz gibt es eine kostenlose, auf 250 Anschlüsse (Pins) und 2 Kupferlagen begrenzte Version. Vom Leiterplattenhersteller PCB-Pool gibt es eine kostenlose Vollversion, die Fertigungsdaten ausschließlich zur dortigen Produktion erzeugt.

## Geschichte
Vorgänger ist die 1989 für DOS entwickelte Leiterplatten-Software Rule (Rechner Unterstützter Leiterplatten Entwurf). Nachdem diese Software sich in Bastlerkreisen verbreitet hatte, wurde unter den Benutzern der Ruf nach einer Schaltplaneingabe laut. Ebenso wurde ein Autorouter gewünscht, also eine automatische Leiterbahnentflechtung. 1992 kam die Version Target 2.1 für DOS auf den Markt, die diesen Wünschen in einem ersten Schritt Rechnung trug. Der Umstieg nach Windows gestaltete sich schwierig, die ersten Versionen von Target V3 für Windows stürzten häufig ab. Mit steigender Stabilität und Leistungsfähigkeit des Gesamtpaketes wurde die Software außer im Hobby- und Ausbildungsbereich auch im professionellen Umfeld eingesetzt. In den weiteren Versionen ab V7 wurde das Paket ausgebaut. Der Name „TARGET“ wurde zunächst auf „TARGET 2001!“, und als das Jahr 2000 nahte auf „TARGET 3001!“ geändert, was auch als Marke beim Deutschen Patentamt eingetragen ist.
Nach einer Umfrage der Zeitschrift Elektor (Heft 05/2004, S. 73) war die Software unter der Leserschaft am zweithäufigsten verbreitet.

## Funktionsumfang
Im Laufe der Jahre wurde die Software durch ein EMV-Modul, Symbol- und Gehäuse-Generatoren, sowie eine SPICE-kompatible Simulation ergänzt.
Frontplatten können direkt in Verbindung mit den Leiterplatten entworfen werden.
Eine 3D-Ansicht vermittelt einen visuellen Eindruck der entworfenen Leiterplatte.

### Bibliothek
Eine wichtige Komponente jeder EDA-Software sind mitgelieferte Bauteil-Bibliotheken. Das Bibliothekswesen in Target hat sich mehrfach geändert.

Anfangs hatte man versucht, alle Elektronikbauteile des Elektronik-Distributors Conrad  Electronic SE einzubinden, was zu unübersichtlicher Handhabung und aufgeblähten Bibliotheken führte. Auch die Suchfunktion wurde dadurch belastet.
- ab Version V15 werden die Bauteile in einer parametrisch durchsuchbaren offline SQL-Datenbank verwaltet
- ab Version V16 wird der 2 Monitor-Betrieb und eine visualisierte Suche mit Hilfe einer „Galerie“ eingeführt
- ab Version V17 existiert ein sogenannter Gehäuse-Generator. Das firmeneigene Bauteileportal Componiverse wird eingebunden.
- mit Version V18 wird eine Bauteil-Toolbar sowie ein Symbol-Generator veröffentlicht.

Bauteile des Portales Library Loader der Firma SamacSys Ltd. stehen auch für Target zur Verfügung.

### Funktionen
Das Softwarepaket umfasst den Entwurf eines Schaltplanes sowie das daraus zu erstellende Layout für eine Leiterplatte. Beim Layouten hält die Software Schaltung und Layout konsistent.
Ein Bauteil im Schaltplan besteht aus einem Symbol, dem üblicherweise bereits ein Anschlussbild, ein Gehäuse und der footprint (Lötinselgestalt) des Bauteils zugeordnet ist. In den Bauteildaten können Links zu Bauteil-Datenblättern und -Lieferanten gespeichert werden. Sowohl Schaltungs-Symbole als auch Bauteilgehäuse können frei entworfen, einander zugeordnet oder im Gehäuse-Generator entworfen der überarbeitet werden. Zu den Gehäusen können 3D-Modelle (auch als STEP-3D) angelegt und importiert werden.
Mit der (P)SPICE-kompatiblen Schaltplan-Simulation kann die Funktion der Schaltung vorab simuliert werden. Dazu sind zu vielen Bauteilen elektrische Simulationsmodelle in der Bibliothek hinterlegt.
Ein Layout auf dreidimensionalen Flächen (Spritzguss-Schaltungen, kurz MID von engl. Molded Interconnect Devices) ist möglich. Auch hierzu können STEP-Dateien importiert werden.
Ab Version V20 ist beim manuellen Layouten Push and Shove möglich, das heißt, der Platz für zusätzlich zu verlegende Leiterbahnen wird automatisch freigeräumt, indem vorhandene Leiterbahnen beiseite rücken. Ein sogenannter Pilot-Router versucht, Leiterbahnen zwischen Start und Ziel selbständig zu verlegen.
Zum Entwurf des Layouts stehen ein Autoplatzierer und ein Autorouter zur automatischen Entflechtung der Leiterplatte zur Verfügung. Ein Design Rule Check (DRC) prüft den Entwurf anschließend auf Kurzschlüsse und weitere Verstöße gegen vorher eingestellte Designregeln, etwa Abstände und Mindest-Bohrdurchmesser. Target besitzt wie andere EDA-Software die Relationalität zwischen Schaltungsdesign (Stromlaufplan) und Platinenlayout (back annotation), das heißt, es können im Layout nur die Anschlüsse verbunden sein, die auch in der Schaltung so gewollt sind.
Target kann universell nutzbare Daten für die Leiterplattenherstellung und -bestückung ausgeben, etwa
- Gerber-Format-Daten für den Platinenfertiger (viele Fertiger können jedoch auch angelieferte Target-Dateien verarbeiten), die ausgegebenen Ebenen können ausgewählt werden
- die pick-and place-Datei, eine Textdatei, in der die Bauteilpositionen für die Bestückungsmaschine verzeichnet sind
- die Stückliste mit auswählbarem Inhaltsumfang

Target hat zur verbreiteten Eagle-EDA den Unterschied, dass Schaltplan und Platinenlayout in einem einzigen Projektfile vorliegen.